# Evans Paul
Evans Paul (Puerto Príncipe, Haití, 25 de noviembre de 1955) es un político haitiano. Tras finalizar sus estudios universitarios, comenzó su carrera política siendo miembro del Comité Democrático Unido (Komite INITE Demokratik , KID) del cual llegó a ser presidente. Tiempo más tarde, en las elecciones del año 1990 fue elegido como alcalde de su ciudad natal, Puerto Príncipe. Para las elecciones del 2006 pasó a ser el presidente del Partido Alianza Democrática, con el que se presentó a las elecciones presidenciales pero no consiguió ganar.
Durante esos años él era líder de Convergencia Democrática, un poco antes de la Crisis de Haití de 2004 que derrocó al presidente Jean-Bertrand Aristide.
El día 25 de diciembre de 2014, el presidente Michel Martelly anunció a través de su cuenta oficial de Twitter el nombramiento de Evans Paul como nuevo primer ministro de Haití, siendo finalmente investido en el cargo el 16 de enero de 2015, en sucesión de Florence Duperval Guillaume.